# Michele Fusco
Michele Fusco (ur. 6 grudnia 1963 w Piano di Sorrento) – włoski duchowny katolicki, biskup Sulmona-Valva od 2018.

## Życiorys

### Prezbiterat
Święcenia kapłańskie przyjął 25 czerwca 1988 i został inkardynowany do archidiecezji Amalfi-Cava de’ Tirreni. Pracował głównie jako duszpasterz parafialny, pełnił także funkcje m.in. diecezjalnego duszpasterza młodzieży, dyrektora centrum duszpasterstwa powołań oraz ojca duchownego seminarium w Salerno.

### Episkopat
30 listopada 2017 roku został mianowany przez papieża Franciszka biskupem diecezji Sulmona-Valva. Sakrę przyjął 4 stycznia 2018 z rąk kard. Crescenzio Sepe. Ingres odbył się 4 lutego 2018.